# هارولد استاپلی
هارولد استاپلی (انگلیسی: Harold Stapley; ۲۹ آوریل ۱۸۸۳ – ۲۹ آوریل ۱۹۳۷) بازیکن فوتبال اهل انگلستان بود.
از باشگاه‌هایی که در آن بازی کرده‌است می‌توان به باشگاه فوتبال وستهام یونایتد و باشگاه فوتبال گلوسوپ نورث اند اشاره کرد. وی به همراه تیم ملی فوتبال پادشاهی متحد به مدال طلا مسابقات فوتبال در بازی‌های المپیک تابستانی ۱۹۰۸ دست یافته‌است.